# EVOH
EVOH, de afkorting van etheen-vinylalcohol, is een synthetisch polymeer dat formeel gezien een copolymeer is van etheen en vinylalcohol. Maar omdat deze laatste verbinding bijna uitsluitend voorkomt onder de vorm van het tautomeer aceetaldehyde, wordt EVOH geproduceerd uit een ander polymeer, namelijk door hydrolyse van EVA (het copolymeer van etheen met vinylacetaat). Dit is vergelijkbaar met de productiewijze van polyvinylalcohol uit polyvinylacetaat.

## Structuur

Schematische voorstelling van de structuur van een EVOH-polymeerketen

De algemene structuur van een EVOH-polymeerketen is een random (ongeordende) opeenvolging van etheen- en vinylalcoholgroepen:
-(CH2-CH2)m-(CH2-CHOH)n-
Bijvoorbeeld
{\displaystyle \mathrm {{-}(CH_{2}{-}CH_{2})_{m}{-}(CH_{2}{-}CHOH)_{n}{-}(CH_{2}{-}CH_{2}){-}(CH_{2}{-}CHOH){-}(CH_{2}{-}CHOH){-}(CH_{2}{-}CH_{2}){-}\;\,} }
Er blijft echter altijd nog een klein percentage acetaatgroepen op de ketens achter, omdat in de hydrolyse van EVA niet alle acetaatgroepen kunnen omgezet worden in hydroxylgroepen.
De verhouding van de etheen- tot vinylalcoholgroepen heeft een invloed op de eigenschappen van het polymeer. Variëteiten met weinig etheen vormen een betere gasbarrière maar zijn gevoeliger voor water. Ze zijn ook moeilijker te verwerken dan variëteiten met een hoger etheengehalte. Het etheengehalte van commercieel EVOH varieert van 27 tot 48 molpercent.

## Toepassingen
EVOH heeft goede barrière-eigenschappen tegen zuurstof en andere gassen; het wordt daarom gebruikt in voedingsmiddelenverpakkingen om de houdbaarheid te verlengen en ze tegen bederf te beschermen. De zuurstofdoorlaatbaarheid van EVOH is ongeveer 1500 maal lager dan die van polypropeen of HDPE en meer dan 4000 maal lager dan die van LDPE. EVOH is echter niet goed bestand tegen water of waterdamp, en vrij bros. Daarom wordt EVOH in meerlagige films verwerkt, waarin een EVOH-laag op één of meer basislagen gelamineerd wordt. Door EVOH te gebruiken kan een dunnere film volstaan. De basislaag bestaat bijvoorbeeld uit georiënteerd polypropeen dat wel een goede waterbarrière vormt. Een EVOH-laag kan ook op papier of andere folie aangebracht worden. EVOH kan ook op petflessen gecoat worden als koolzuurgasbarrière.
Ook in kunststofleidingen voor vloerverwarming wordt een barrièrelaag van EVOH tussen twee polyetheen- of polypropeenlagen aangebracht. EVOH verhindert dat zuurstof in het circulerende hete water oplost, wat voor corrosie van de metalen onderdelen van het verwarmingssysteem zou kunnen zorgen.
Een andere toepassing is in brandstoftanks voor voertuigen, omdat het ook voor koolwaterstoffen ondoordringbaar is. EVOH maakt daarbij gewoonlijk deel uit van een meerlagenstructuur, waarin de EVOH-laag tussen twee lagen van een andere kunststof zoals hoge-dichtheid-polyetheen (HDPE)-laag gehecht is. De EVOH-barrière zorgt mee dat er voldaan kan worden aan de strenger wordende emissienormen voor voertuigen.
EVOH is ook bestand tegen oliën en vele organische chemicaliën, en wordt daarom aangebracht als een beschermende laag op plasticverpakkingen van landbouwpesticiden, organische oplosmiddelen en oliën.

## Productie
Kuraray produceert EVOH onder de merknaam "EVAL": 10.000 ton/jaar te Okayama in Japan, 47.000 ton/jaar te Pasadena bij Houston in Texas en door hun dochteronderneming EVAL Europe 36.000 ton/jaar te Zwijndrecht in België.
Nippon Gohsei produceert EVOH onder de merknaam "SoarnoL" te Mizushima in Japan, te La Porte in Texas en te Hull in Engeland.
Chang Chun Petrochemical produceert EVOH onder de merknaam "EVASIN" te Taipei in Taiwan.